# Grotten van Lascaux

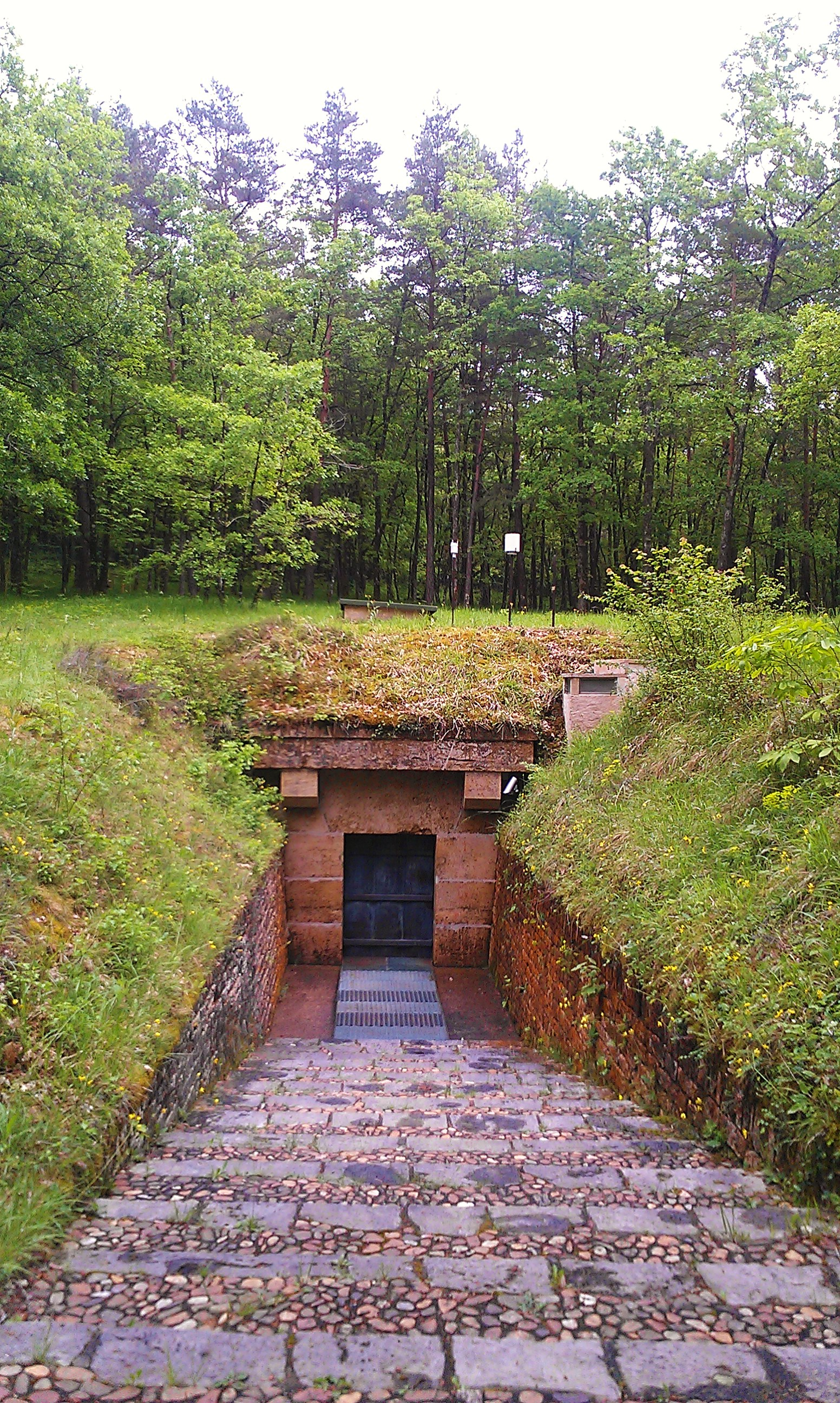
Ingang

De grotten van Lascaux liggen in de vallei van de Vézère op het grondgebied van de gemeente Montignac in het Franse departement Dordogne (regio Nouvelle-Aquitaine). In 1940 werden in een grot een groot aantal rotswandschilderingen ontdekt. Deskundigen dateren de oudste rotsschilderingen uit de grot van Lascaux op 15.000 v.Chr., de jongste op 10.000 v.Chr. Het is de rijkst beschilderde prehistorische grot die tot nu toe werd ontdekt.
De 'grot van Lascaux' gaat door voor de 'Sixtijnse Kapel van de Paleolithische Kunst' en werd in 1979, als onderdeel van de Prehistorische locaties en beschilderde grotten in de Vézèrevallei, op de werelderfgoedlijst van de UNESCO geplaatst.

## Ontdekking
Op 12 september 1940 hoefde Marcel Ravidat (1923-31 mei 1995) niet te werken in een garage in Montignac en ging met drie vrienden, Jacques Marsal (1926-19 juli 1989), Georges Agnel, Simon Coencas (1927 - 4 februari 2020) en zijn hond Robot naar een bos op de linkeroever van de Vézère. Er was daar enige tijd eerder een dennenboom omgewaaid en ze wisten dat er daardoor een gat was blootgelegd dat overgroeid was door braamstruiken. Ze maakten het gat iets groter en vonden een verticale schacht. Marcel kroop door het gat en verloor zijn houvast. Hij schoof door tot het einde van de gang en riep toen zijn vrienden. Samen stonden ze in een grot van 20 bij 8 meter met een hoogte van 7 meter en zagen met behulp van een kleine olielamp op de wanden afbeeldingen in rode, gele, bruine en zwarte kleuren. Ze beseften dat ze een bijzondere ontdekking hadden gedaan. Ze kwamen de dag erna terug met sterkere lampen en vonden nog een schacht. Na drie dagen verwittigden ze hun voormalige onderwijzer Léon Laval. De onderzoeker Henri Breuil publiceerde nog hetzelfde jaar een verslag. Het nieuws verspreidde zich snel en de grot werd toegerust om bezoekers te kunnen ontvangen.

## Schilderingen
De polychrome schilderingen hebben vooral dieren als onderwerp: bizons, herten, neushoorns, runderen, paarden, rendieren en stieren. De tekeningen en de (aard)kleuren zijn goed bewaard gebleven. Veel schilderingen hebben geheel gekleurde vlakken, andere zijn uitgevoerd als krachtige lijntekeningen en gravures.
De schilderingen in de grot worden bedreigd door bacteriën en schimmels. Wetenschappers hebben schimmels - kleine witte donsharen - ontdekt op de bodem en de zijwanden. Men noemt de Fusarium solani een vrij sterke en schadelijke zwammensoort. In 1963 moest men het grote publiek de toegang ontzeggen omdat er vorming van groene algen en schimmels was geconstateerd, die te wijten waren aan een onophoudelijke toeloop. Sindsdien is de grot niet meer voor publiek toegankelijk. 
Men noemt de prehistorische periode in de kunst van 25.000 tot 10.000 v.Chr. (in het laat-paleolithische tijdperk) de Magdaléniencultuur, naar de grot van La Madeleine, eveneens in de Dordogne.

## Lascaux II - IV
Op 200 meter van de oorspronkelijke grot is een replica (Lascaux II) gemaakt die voor het talrijke publiek toegankelijk is. De bouw startte in 1972 en was in 1984 gereed.
Lascaux III is een reizende tentoonstelling met reproducties van de grotschilderingen.

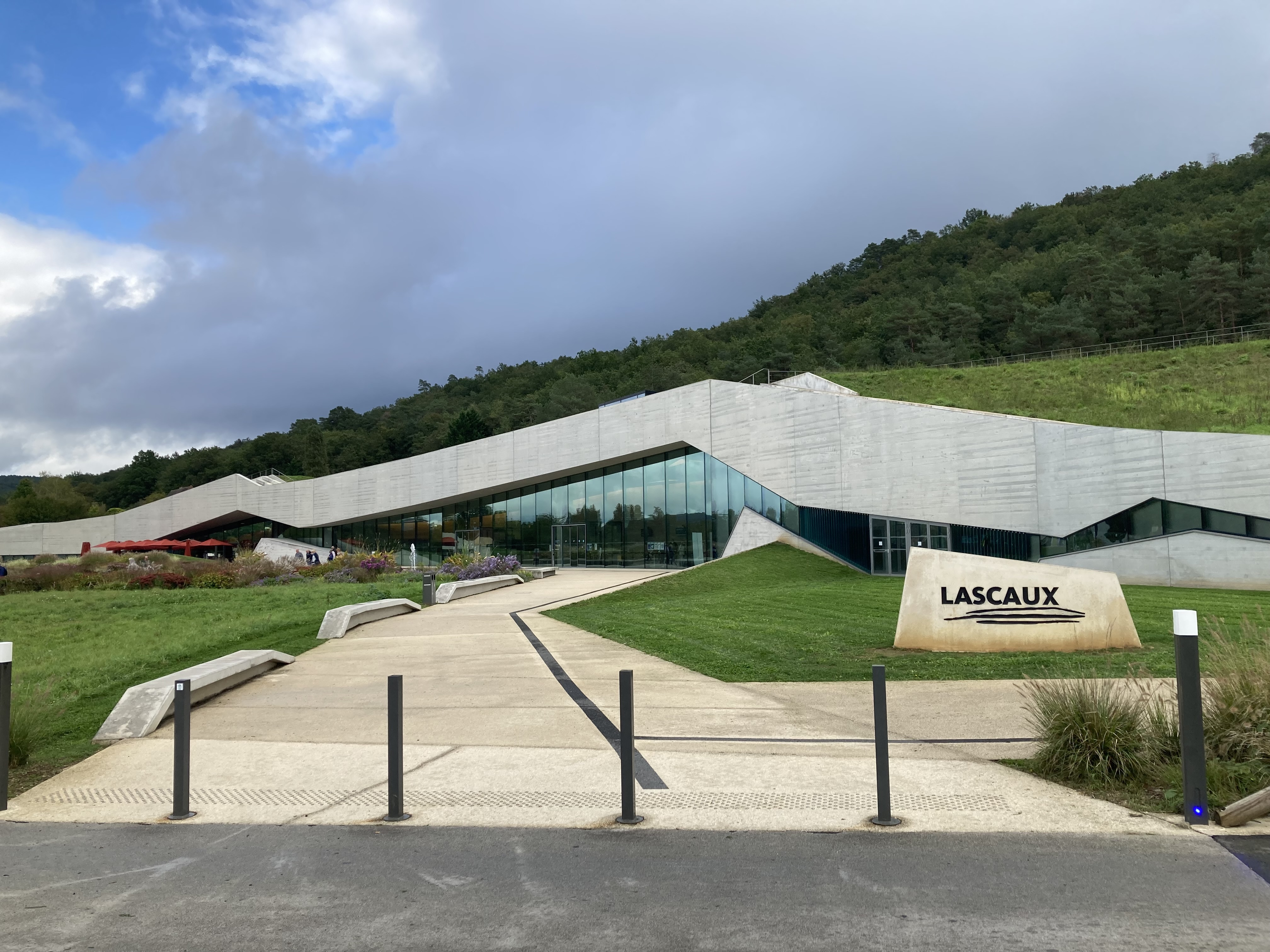
Lascaux-IV

In december 2016 is Lascaux IV geopend. Het ondergrondse museum Centre international de l'Art pariétal in Montignac is 8.500 m²  groot en werd ontworpen door het Noors-Amerikaanse architectenbureau Snøhetta. De kosten waren 57 miljoen euro.